# Campeonato Mundial de Futebol de Areia de 2002
O Campeonato Mundial de Futebol de Areia de 2002 foi a oitava edição do Campeonato Mundial de Futebol de Areia, sendo realizado na Praia da Enseada, na cidade de Guarujá, em São Paulo. Foi a primeira vez que a cidade do litoral paulista foi sede do Mundial. O torneio ocorreu entre 13 de janeiro e 20 de janeiro.

## Regulamento
Oito equipes estiveram presentes nas finais no Brasil, divididos em 2 grupos de 4 times. Cada time jogava contra os outros três do seu grupo em formato de "todos-contra-todos", sendo que os dois times melhores colocados avançam para as semifinais . As semifinais e a final foram disputadas em modo de eliminação simples. Em caso de partida empatada na fase eliminatória, o jogo ia para a Prorrogação em modo de morte súbita. Persistindo o empate, a partida ia para os pênaltis.

## Qualificações
Das 8 equipes, 4 equipes vieram da Europa, três equipes vieram da América do Sul, incluindo o anfitrião Brasil, e uma equipe da Asia.
Zona Europeia
- Itália
- França
- Portugal
- Espanha

Zona Sul-Americana:
- Uruguai
- Argentina

Zona Asiática:
- Tailândia

Sede:
- Brasil (Zona Sul-Americana)

## Fase de Grupos

### Group A
| Time      | Pts | J | V | V+ | D | GM | GS | +/- |
| --------- | --- | - | - | -- | - | -- | -- | --- |
| Brasil    | 9   | 3 | 3 | 0  | 0 | 17 | 4  | +13 |
| Espanha   | 6   | 3 | 2 | 0  | 1 | 12 | 10 | +2  |
| Tailândia | 3   | 3 | 1 | 0  | 2 | 8  | 14 | -6  |
| França    | 0   | 3 | 0 | 0  | 3 | 9  | 19 | -10 |

| 13 de Janeiro | Brasil | 6 - 0 | Tailândia | Praia da Enseada |
|               |        |       |           |                  |

| 14 de Janeiro | Espanha | 7 - 2 | França | Praia da Enseada |
|               |         |       |        |                  |

| 15 de Janeiro | França | 4 - 5 | Tailândia | Praia da Enseada |
|               |        |       |           |                  |

| 16 de Janeiro | Brasil | 4 - 1 | Espanha | Praia da Enseada |
|               |        |       |         |                  |

| 17 de Janeiro | Brasil | 7 - 3 | França | Praia da Enseada |
|               |        |       |        |                  |

| 18 de Janeiro | Espanha | 4 - 3 | Tailândia | Praia da Enseada |
|               |         |       |           |                  |

### Group B
| Time      | Pts | J | V | V+ | D | GM | GS | +/- |
| --------- | --- | - | - | -- | - | -- | -- | --- |
| Portugal  | 9   | 3 | 3 | 0  | 0 | 20 | 11 | 9   |
| Uruguai   | 6   | 3 | 2 | 0  | 1 | 18 | 10 | 8   |
| Itália    | 3   | 3 | 1 | 0  | 2 | 14 | 16 | -2  |
| Argentina | 0   | 3 | 0 | 0  | 3 | 12 | 27 | -15 |

| 13 de Janeiro | Itália | 8 - 6 | Argentina | Praia da Enseada |
|               |        |       |           |                  |

| 14 de Janeiro | Portugal | 6 - 3 | Uruguai | Praia da Enseada |
|               |          |       |         |                  |

| 15 de Janeiro | Portugal | 6 - 4 | Itália | Praia da Enseada |
|               |          |       |        |                  |

| 16 de Janeiro | Uruguai | 11 - 2 | Argentina | Praia da Enseada |
|               |         |        |           |                  |

| 17 de Janeiro | Portugal | 8 - 4 | Argentina | Praia da Enseada |
|               |          |       |           |                  |

| 18 de Janeiro | Uruguai | 4 - 2 | Itália | Praia da Enseada |
|               |         |       |        |                  |

### Semifinais
| 19 de Janeiro | Portugal | 3 - 2 | Espanha | Praia da Enseada |
|               |          |       |         |                  |

| 19 de janeiro | Brasil                                                  | 8 - 4 | Uruguai               | Praia da Enseada |
|               | Benjamin Nenem (3) Buru Juninho Wellington Junior Negão |       | Topo Nico Pico Miguel |                  |

### Terceiro Lugar
| 20 de janeiro | Uruguai | 5 - 3 | Espanha | Praia da Enseada |
|               |         |       |         |                  |

### Final
| 20 de janeiro | Brasil                                      | 6 - 5 | Portugal                    | Praia da Enseada |
|               | Jorginho (2) Junior Negão Juninho (2) Nenem |       | Alan (2) Madjer (2) Barraca |                  |

## Premiação
| Campeonato Mundial de Futebol de Areia 2002 |
| ------------------------------------------- |
| Brasil Campeão (Setimo título)              |

| Jogador do Torneio :                            | Artilheiro:        | Melhor Goleiro : |
| ----------------------------------------------- | ------------------ | ---------------- |
| BRA Nenem (BRA) POR Madjer (POR) URU Nico (URU) | BRA Nenem (9 gols) | THA Normcharoen  |